# Dominique Harmel
Pour les articles homonymes, voir Harmel.
Dominique Harmel est un homme politique belge libéral, né le 5 mai 1955. Il a exercé des fonctions ministérielles au sein du gouvernement régional bruxellois et occupe actuellement le poste d'échevin des Finances et du Budget de la commune bruxelloise de Woluwe-Saint-Pierre.

## Carrière politique
D'abord membre du PSC, il fut député bruxellois et ministre bruxellois du Transport, de 1994 à 1995. Il quitte le PSC quand celui-ci changea sa dénomination en cdH et fonde un nouveau parti appelé Chrétiens démocrates francophones. 
En 2000 il se présenta, au niveau communal à Woluwe-Saint-Pierre, en tant qu'indépendant sur La Liste du Bourgmestre emmenée par Jacques Vandenhaute (MR). En 2012, il se présente sur une liste Gestion communale avec ce dernier, comme dissidence à la liste du bourgmestre de Willem Draps.  
En 2014, au niveau Régional à Bruxelles, il se présenta à nouveau en tant qu'Indépendant sur les listes du FDF. 

## Vie privée
Il est le fils de Pierre Harmel, ancien Premier Ministre belge.
Il est avocat.

## Carrière politique
- conseiller communal à Woluwe-Saint-Pierre
  - président du CPAS (2000 - 2012)
  - échevin des Finances (2012 - ...)
- député bruxellois (1989-1999)
  - député communautaire francophone
- Ministre bruxellois du Transport en remplacement de Jean-Louis Thys, démissionnaire (1994 à 1995)[4]